# Mosquer del Pacífic
El mosquer del Pacífic (Empidonax difficilis) és una espècie petita d'ocell insectívor de la família dels tirànids. És endèmica de regions costaneres d'occident d'Amèrica del Nord tant al nord com a la Colúmbia Britànica. A l'hivern, migra al sud de Mèxic.
A l'estiu, habita boscos decidus, buscant insectes des de penjadors amagats.